# Dolina Kasprowa

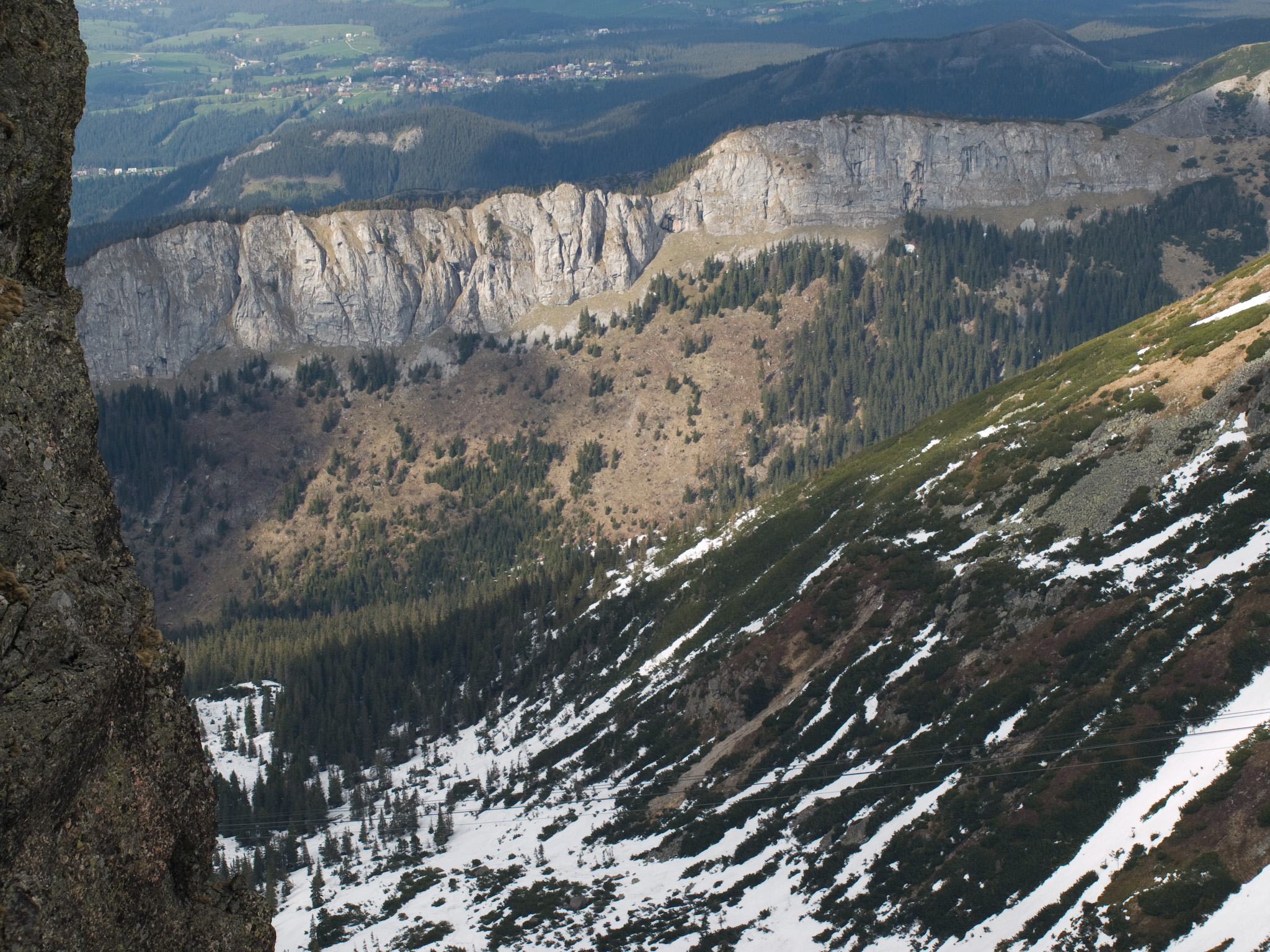
Dolina Sucha Kasprowa, w tyle Zawrat Kasprowy

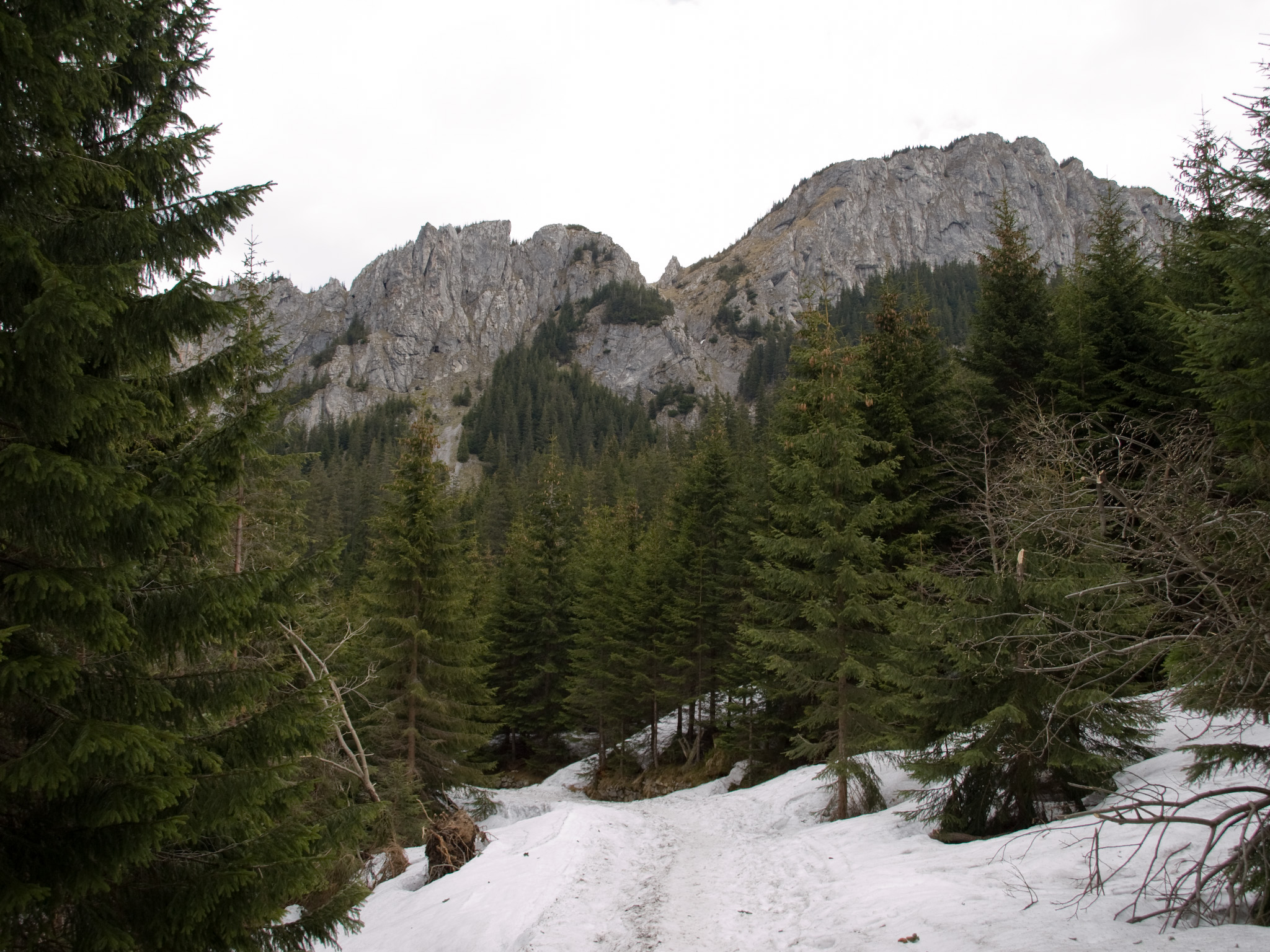
Szlak w Dolinie Kasprowej, wapienne ściany Zawratu Kasprowego

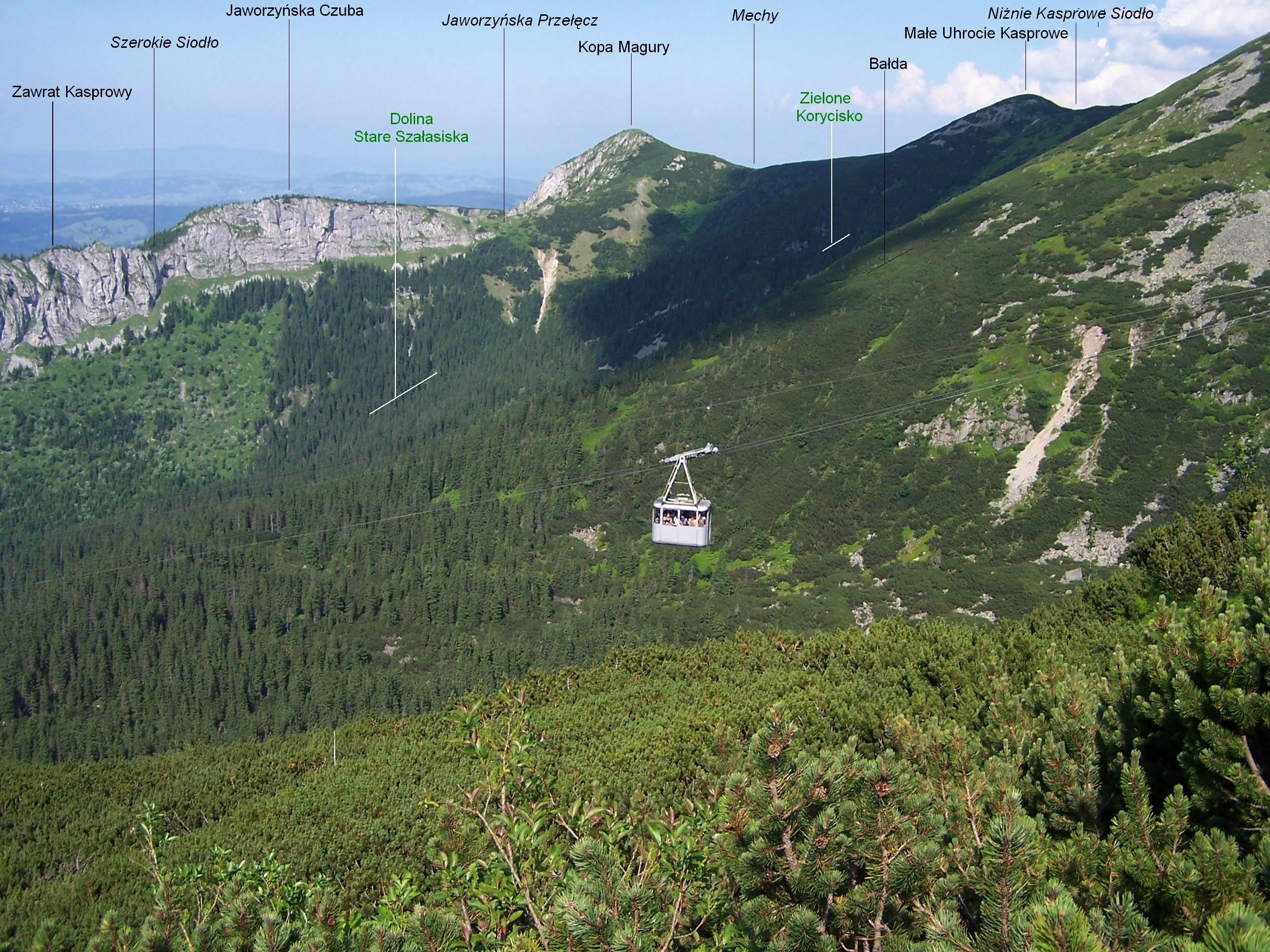
Górna część Doliny Kasprowej

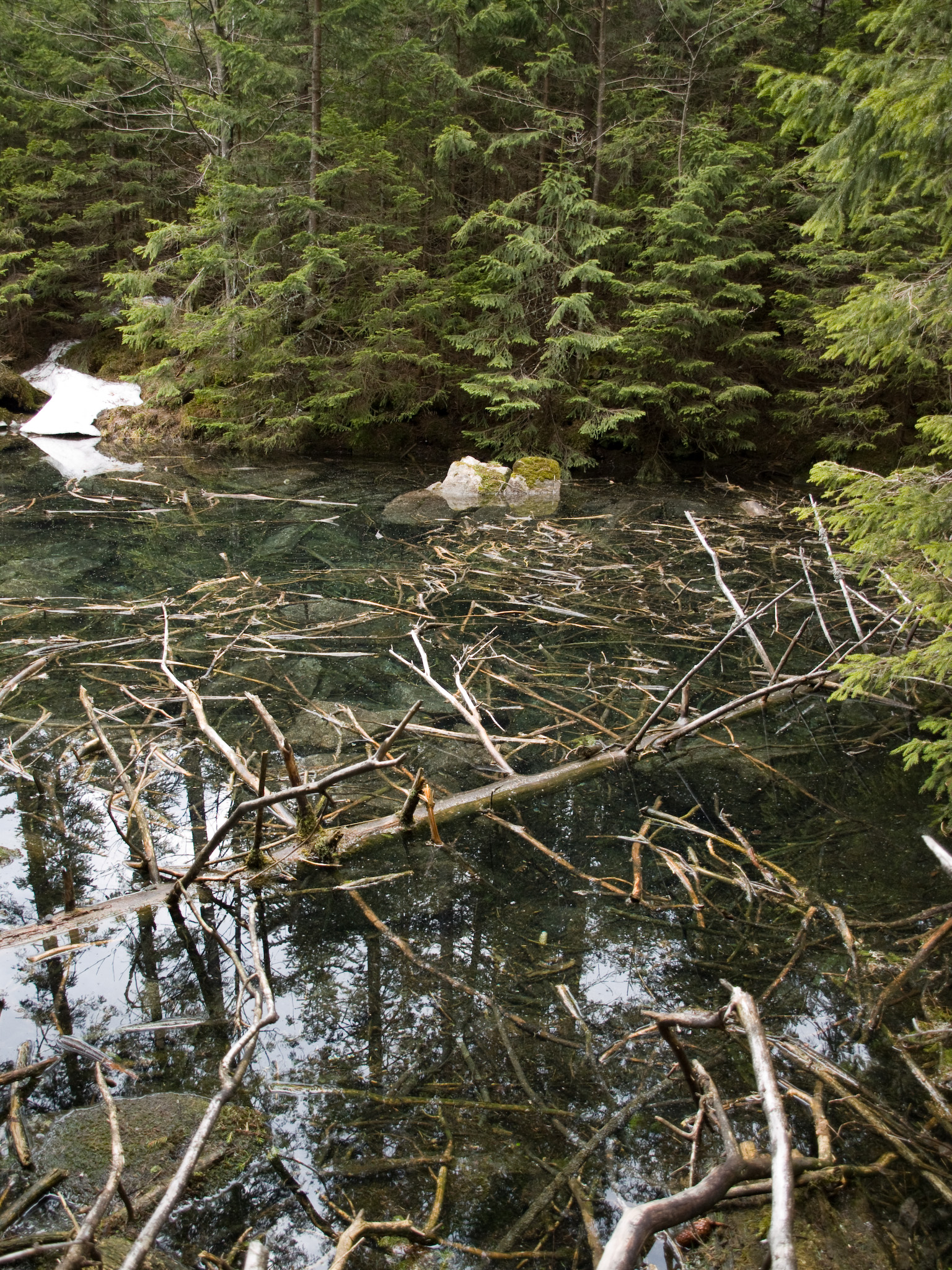
Kasprowy Stawek

Dolina Kasprowa – dolina w polskich Tatrach Zachodnich. Jest dużym, prawostronnym odgałęzieniem Doliny Bystrej.

## Topografia
Dolina Kasprowa zajmuje powierzchnię 3 km², a jej długość wynosi 3 km. Wylot doliny znajduje się na wysokości około 1120 m na Bystrej Polance. Wyżej Dolina Kasprowa dzieli się na dwie gałęzie (oddzielone od siebie grzbietem zwanym Bałdą, odchodzącym od Uhrocia Kasprowego):
- dolinę Stare Szałasiska – dolinę biegnącą w przedłużeniu dolnej części Doliny Kasprowej ku przełęczy Mechy (1662 m) między Kopą Magury (1704 m) a Małym Uhrociem Kasprowym (1750 m); od północy wznosi się nad nią wapienny mur Zawratu Kasprowego; ma jedno, południowo-wschodnie odgałęzienie – Zielone Korycisko podchodzące pod Niżnie Kasprowe Siodło (1736 m) między Małym Uhrociem Kasprowym a Uhrociem Kasprowym (1852 m)
- Dolinę Suchą Kasprową – dolinę odchodzącą w kierunku południowym i sięgającą urwisk Kasprowego Wierchu (1987 m); ograniczona jest ona północno-zachodnim i północno-wschodnim ramieniem tego szczytu.

Najwyższym punktem w otoczeniu Doliny Kasprowej jest Kasprowy Wierch – 1987 m n.p.m.
Dolina Kasprowa graniczy:
- od zachodu z Doliną Goryczkową i jej górną gałęzią – dolinę Pod Zakosy; rozdziela je północno-zachodnie ramię Kasprowego Wierchu, w którym wznoszą się Sucha Czuba (1696 m) i Myślenickie Turnie (1354 m),
- od południowego wschodu z Doliną Gąsienicową; rozdziela je północno-wschodnie ramię Kasprowego Wierchu, w którym wznosi się Uhrocie Kasprowe (1852 m),
- od północnego wschodu z Jaworzynką; rozdziela je północno-zachodnie ramię Kopy Magury, w którym wznoszą się Jaworzyńska Czuba i Zawrat Kasprowy (zwany też Jaworzyńskimi Turniami), dolny odcinek tego grzbietu to Jaworzyńskie Czoła[4].

## Wody
Głównym ciekiem wodnym doliny jest Kasprowy Potok, który powstaje na wysokości 1382 m z połączenia potoków ze Starych Szałasisk i Zielonego Koryciska. Na zachód od tego miejsca, na lewym zboczu doliny znajduje się na wysokości 1388 m obfite Kasprowe Wywierzysko, z którego strumień wpływa do Kasprowego Potoku. Niżej następuje zanik wody w potoku (odpływa ona podziemnymi szczelinami) i w dolnej części doliny koryto jest zazwyczaj suche.
Na wysokości 1290 m, w pobliżu drogi na Myślenickie Turnie, znajduje się niewielki (18 × 13 m) śródmorenowy Kasprowy Stawek – jest to jedyne jeziorko w Dolinie Kasprowej.

## Geologia
Teren Doliny Kasprowej zbudowany jest zarówno ze skał krystalicznych, jak i osadowych. Dolna część została wycięta w odpornych wapieniach. Znajdują się tu liczne jaskinie, z których najdłuższa jest Jaskinia Kasprowa Niżnia (3020 m korytarzy). Prawe zbocze Starych Szałasisk jest również wapienne (urwiska Zawratu Kasprowego), a lewe zbudowane z piaskowców kwarcytowych i skał metamorficznych. W Dolinie Suchej Kasprowej występują skały metamorficzne i krystaliczne.
W czasie plejstocenu Dolina Kasprowa była wielokrotnie zlodowacona. Spływający nią lodowiec łączył się z głównym lodowcem Doliny Bystrej. Dno Doliny Suchej Kasprowej jest typowym kotłem polodowcowym.

## Przyroda
Większość obszaru doliny porośnięta jest borem świerkowym i zaroślami kosodrzewiny. Najbardziej pierwotny charakter mają zbiorowiska roślinne w Dolinie Suchej Kasprowej. Rośnie tu przy górnej granicy lasu ok. 350 limb. Na zboczach Jaworzyńskich Czół usytuowana jest duża Kasprowa Polana. W rejonie Zawratu Kasprowego znajdują się wapniolubne murawy naskalne. Obecnie rejon Doliny Kasprowej jest zamknięty dla turystów i taterników i stanowi obszar ochrony ścisłej. Znakowane na niektórych mapach ścieżki zarosły już całkowicie lasem i kosodrzewiną.

## Historia
Dolina Kasprowa należała do Hali Kasprowej, która dzieliła się na dwie części:
- Halę Kasprową Niżnią – obejmującą dolną część Doliny Kasprowej wraz z Kasprową Polaną;
- Halę Kasprową Wyżnią – obejmującą Stare Szałasiska i Dolinę Suchą Kasprową[1].

W górnej części Starych Szałasisk znajdowała się sztolnia, w której wydobywano rudę żelaza.

## Szlaki turystyczne
– przez dolną część doliny prowadzi zielony szlak z Kuźnic przez Myślenickie Turnie na Kasprowy Wierch. Czas przejścia: 2:30 h, ↓ 2 h.